# Slaget vid Albulena
Slaget vid Albulena, eller Slaget vid Ujëbardha, var ett slag som utkämpades den 2 september 1457 på ett fält söder om staden Laç mellan Osmanska riket och albanska styrkor under Skanderbeg. Den osmanska armén leddes av Isak Evrenos och Hamza Pascha och uppgick till 80 000 man. Skanderbeg drog undan sina styrkor och fick turkarna att tro att han hade gett upp. När turkarna inte längre fruktade ett nederlag slog de läger vid platsen Albulena och en stor segerfest anordnades. Skanderbeg samlade då ihop sin armé på omkring 10 000 man och omringade fiendearmén och överrumplade dem. Omkring 30 000 av den osmanska armén uppges ha stupat eller tillfångatagits, däribland Hamza Pascha.